# Carl Walther
Carl Wilhelm Freund Walther (Zella St.Blasii, 22 novembre 1858 – Zella St.Blasii, 9 luglio 1915) è stato un imprenditore e inventore tedesco.

## Biografia
Carl Wilhelm Freund Walther fu un armaiolo tedesco di Zella-Mehlis nella Sassonia-Coburgo che fondò la ditta Carl Walther GmbH Sportwaffen, generalmente conosciuta come Walther, nel 1886. Il padre di Walther, August Theodor Albert Walther, fu uno stampatore di ottone e ferro. Sua madre Rosalie Wilhelmine Amalie Pistor proveniva da una famiglia di armaioli, la famiglia Pistor, fu la figlia di Wilhelm Pistor. Walther studiò presso l'armaiolo Willibald Barthelmes, e più tardi sotto Albin Schneider. Lavorò costruendo fucili Mauser per la compagnia Jopp di Zella-Mehlis. Nell'autunno del 1886 aprì il proprio negozio di armeria a Zella-Mehlis e presto dovette assumere operai per far fronte alla domanda di fucili da tiro che costruiva. I suoi fucili furono basati sul modello Martini-Henry. Nel 1888 sposò Minna Georgine Pickert, la figlia dell'armaiolo Christian Friedrich Pickert; ebbero cinque figli: Fritz August (nato 24 marzo 1889), Georg Carl (nato 16 marzo 1890), Willy Alfred (nato 2 luglio 1891), Erich Hans (nato 4 novembre 1895) und Carl Lothar(nato 3 maggio 1899). Il primogenito Fritz Walther rifondò l'azienda dopo la seconda guerra mondiale.